# Geoestrategia

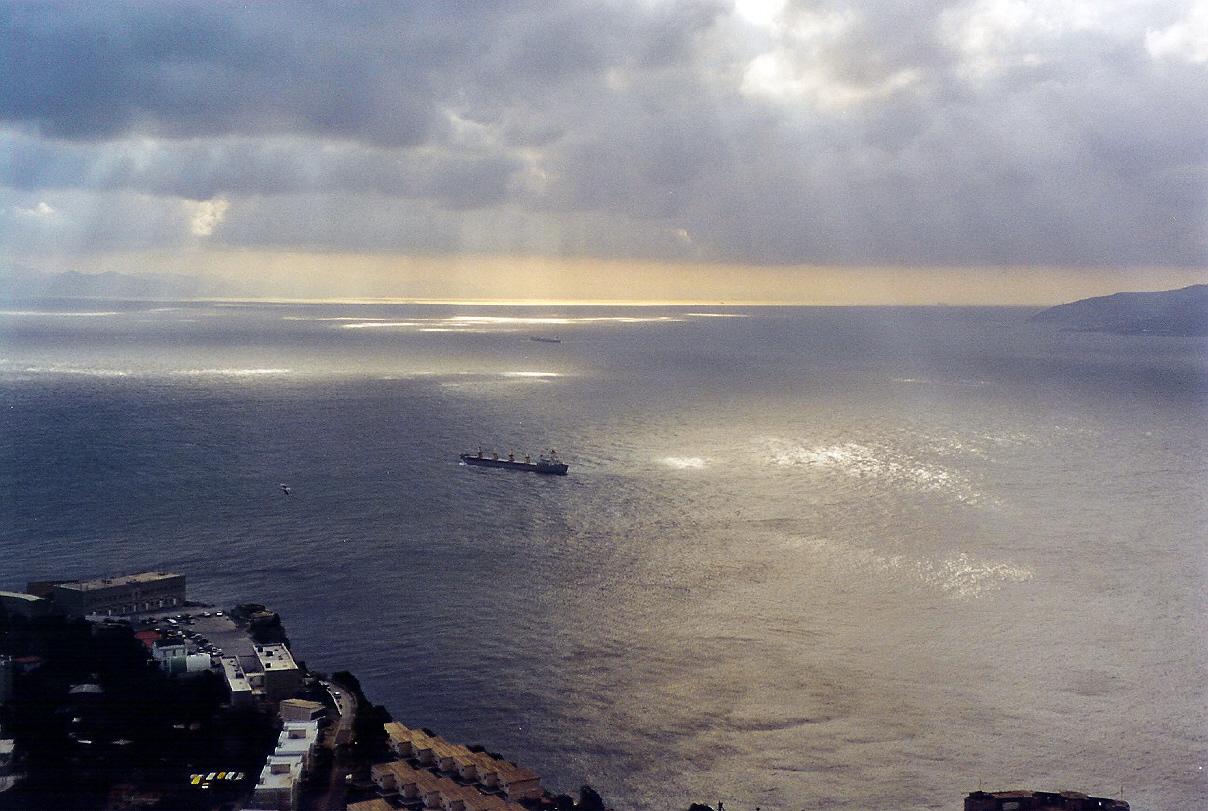
El Estrecho de Gibraltar es un importante paso de tráfico marítimo entre el Océano Atlántico y el Mar Mediterráneo. Si hubiese un bloqueo en este paso el transporte marítimo mundial sufriría grandes retrasos, dificultando el suministro a muchos países.

La geoestrategia es un subcampo de la geopolítica que trata de estudiar y relacionar problemas estratégicos militares con factores geográficos -recursos de un país con sus objetivos geopolíticos. Los geoestrategas, a diferencia de geopolíticos, abogan por estrategias proactivas, y el enfoque de geopolíticas desde un punto de vista nacionalista. Algunos geoestrategas son también geógrafos, especializándose en subcampos de la geografía humana, tales como la geografía política, la geografía económica y la geografía cultural.

## Definición
Académicos, teóricos, y profesionales de la geopolítica no se ponen de acuerdo en una definición común para la geoestrategia. La mayoría de las definiciones, sin embargo, unen consideraciones estratégicas con factores geopolíticos. Mientras que la geopolítica es ostensiblemente neutral, examinando las características geográficas y políticas de diversas regiones, especialmente el impacto de la geografía en la política, la geoestrategia implica el planeamiento comprensivo, asignando los medios para alcanzar metas nacionales o asegurar activos de importancia militar o política.
Originalmente el concepto ha estado ligado casi exclusivamente al campo militar. Hoy por el contrario, el término geoestratégico se ha generalizado, entendiendo por él a toda organización racional de acciones en función de un fin por alcanzar, mediante el empleo más económico y de menos riesgo de los medios concretos disponibles. El término, en un mundo globalizado no sólo se sigue empleando para denominar las grandes concepciones en el campo militar, sino que, se considera en el campo político o económico, o dentro de una concepción más amplia e integral que comprenda orgánicamente a todos estos niveles, con una visión global o regional del planeta.
La Academia de Guerra del Ejército de Chile, ha definido a la geoestrategia, como el área del saber, que estudia la influencia de los factores geográficos en las decisiones relacionadas con la defensa nacional de los Estados.

## Lugares de valor geopolítico
El siguiente listado enumera lugares en el planeta que por sus características geográficas presentan un valor estratégico:
| Estrechos | Desfiladeros/Pasos | Islas | Regiones |
| --- | --- | --- | --- |
| - Estrecho de Bering - Cabo de Buena Esperanza - Dardanelos - Estrecho de Florida - Golfo de Adén - Kattegat - Canal de Panamá - Estrecho de Dover - Estrecho de Gibraltar - Estrecho de Ormuz - Canal de Suez - Estrecho de Malaca - Estrecho de Taiwán - Estrecho de Tsushima - Estrecho de Magallanes | - Paso Bolan - Paso Brenner - Desfiladero de Cumberland - Fulda Gap - Gran San Bernardo - Puertas de Hierro - Paso Jelepla - Paso Khunjerab - Paso Khyber - Paso Nathula - Paso de San Gotardo - Paso de Torugart - Corredor de Wakhan - Paso de las Águilas - Paso Drake | - Antillas - Creta - Cuba - Chipre - Guam - Hawái - Heligoland - Islandia - Islas Azores - Islas Malvinas - Islas Maldivas - Malta - Ryukyu - Sicilia - Singapur - Sri Lanka - Taiwán - San Andrés y Providencia | - Cachemira - Mar Caspio - Farg'ona - Flandes - Hindu Kush - Irak - Kuwait - Delta del Misisipi - Mitteleuropa - Delta del Nilo - Palestina - Corea - Río Rin - Estepa de Asia Central - Transoxiana - Mar Caribe - Río de la Plata |